# Tito Paris

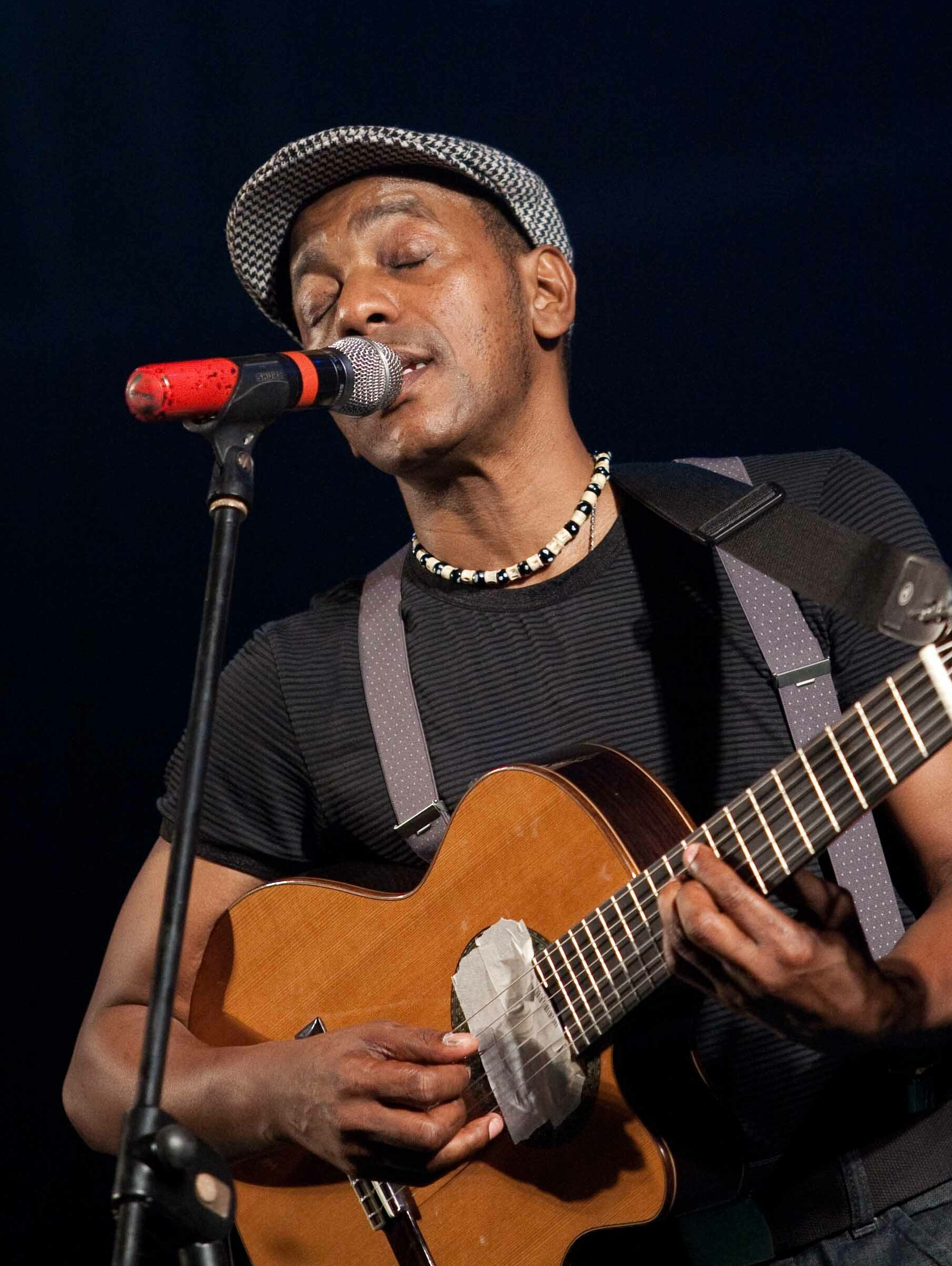
Tito Paris, 2010

Tito Paris (* 30. Juni 1963 in Mindelo, São Vicente, Republik Kap Verde) ist ein kap-verdischer Sänger und Musiker (Gitarrist). Er ist ein bedeutender Vertreter der Coladeira und neben Teofilo Chantre und Cesária Évora einer der bekanntesten Vertreter kap-verdischer Musik.

## Leben
Der in der kapverdischen Musikhauptstadt Mindelo geborene Tito Paris macht seit seinem 10. Lebensjahr Musik. Um sich seinen Traum erfüllen zu können, musste sich der Junge aus armen Elternhaus Instrumente leihen oder von seinem Onkel, der Instrumentenbauer war, schenken lassen. 1980 hatte er sein erstes Arrangement bei einer Band, die auf den Kap Verden sehr berühmt war, mit dem Namen "Os gaiatos". In Portugal schließlich wurde er Mitglied einer Exilband von dort lebenden Kapverdianern, der er von 1982 bis 1985 angehörte.
Während seiner Musikkarriere spielte er Konzerte in Portugal, Frankreich (Cannes), New York City, Boston, den Niederlanden und Brüssel.
Seine Songs singt er zumeist in kapverdischem Kreol und Portugiesisch. Als Komponist schrieb er auch Songs für Bana und Cesaria Evora.
Er ist heute Besitzer eines Restaurants und lebt in Lissabon.

## Diskografie
- Tito Paris, 1987.
- Dança ma mi criola, 1993.
- Graça de tchega, 1999.
- Beleza, 1999.
- Guilhermina, 2002.
- Live in Lisbon, 2002.
- Acustico na Aula Magna, 2004.
- Acustico, 2007 (= erweiterte Neuausgabe von "Acustico na Aula Magna").
- Mozamverde, 2010 (zusammen mit Otis).
- Mim ê bô, 2017.